# Internatskoleböcker
Internatskoleböcker är en genre av ungdomsböcker där miljön för handlingen är förlagd i internatskolemiljö. Dessa böcker är ofta skrivna med en humoristisk ton och med fokus på de sociala interaktionerna mellan eleverna. 
Genren har sitt ursprung i 1800-talet när böcker som Thomas Hughes:s Tom Brown's school days (1857, svensk översättning 1878) publicerades. Många av dessa böcker har blivit klassiker. Genren forrsätter dock utvecklas. Medan de flesta böcker som skrivs fortfarande fokuserar på de sociala interaktionerna mellan eleverna, kommer även fler böcker som fokuserar på andra aspekter av skolgången. Dessa inkluderar böcker som fokuserar på hur studenter lär sig om konst, musik, teknik, historia och kultur. Flertalet böcker och bokserier berör internatmiljöer i Storbritannien.

## Exempel
- Enid Blyton - Flera serier, till exempel S:t Clare, Malory Towers och Kicki utspelas alla på internatskolor. Huvudpersonerna i flera andra av hennes serier är elever på internatskolor, även om läsaren bara får träffa dem under loven
- Louis De Geer - Singleton-böckerna om en engelsk internatskola
- Rudyard Kipling - Fiffikus & Co
- J.K. Rowling - Harry Potter
- Lisbeth Werner - Böckerna om Puck
- P.G. Wodehouse - Några av Wodehouses tidigaste böcker skrevs för pojkar och utspelas på internatskolor - däribland hans debutroman I knipa
- Jan Guillou - Ondskan, som i viss mån har internatskolan Solbacka som förlaga
- Agnes Hellström - Ränderna går aldrig ur
- Erik Löfvendahl - Vindarnas makt, som i viss mån har internatskolan Restenässkolan som förlaga